# Han Solo
Han Solo är en av huvudfigurerna i Stjärnornas krig-berättelserna och gestaltas av skådespelaren Harrison Ford.
Det mesta av Han Solos historia berättas genom filmerna, men en del händelser äger rum i böcker och serietidningar som ingår i Star Wars: Expanded Universe.

## Filmserien (episod IV - episod VII)

### Stjärnornas krig
När Han Solo dyker upp första gången i Stjärnornas krig är han en frilansande rymdkapten som tillsammans med wookien och trogne vännen Chewbacca reser runt med sitt rymdskepp Årtusendefalken. Han Solo vann rymdskeppet från sin vän Lando Calrissian en gång när de spelade sabacc. Han Solo är självgod och skrytsam och tänker mest på sig själv. Ofta utför han smugglingsuppdrag åt Jabba the Hutt. Hans personlighet ändras emellertid så småningom. Från att från början ofrivilligt ha blivit indragen i kriget mot kejsar Palpatine blir han en av Rebellalliansens största hjältar. Vid upprepade tillfällen visar Han Solo också att han innerst inne har ett mycket gott hjärta. Han räddar till exempel livet på Luke Skywalker flera gånger med risk för sitt eget liv. George Lucas som skapade Stjärnornas krig har beskrivit Han Solos karaktär på följande sätt:
| ”              | En ensamvarg som inser betydelsen att vara med i en grupp som tillsammans arbetar för något gott | „ |
| – George Lucas |                                                                                                  |   |

Något motvilligt (det krävs en stor summa pengar för att övertyga honom) går Han Solo med på att ta Luke Skywalker och Obi-Wan Kenobi till planeten Alderaan. Planeten har dock förintats av Rymdimperiets supervapen Dödsstjärnan och istället blir Han Solos rymdskepp infångat av Dödsstjärnan. På Dödsstjärnan befriar Han Solo och Luke prinsessan Leia medan Obi-Wan dödas av Darth Vader. De lyckas fly till rebellernas huvudbas på månen Yavin IV där Rebellalliansen gör upp en plan för att förstöra Dödsstjärnan. Han Solo vägrar först att delta i attacken mot Dödsstjärnan, men ändrar sig och räddar livet på Luke. I slutstriden lyckas Luke spränga Dödsstjärnan och Han Solo blir därmed, tillsammans med Luke, rebellernas stora hjältar.

### Rymdimperiet slår tillbaka
Han Solo stannar hos rebellerna, stiger i graderna och blir nära vän med Luke, men tvingas lämna honom och flyr tillsammans med Leia från isplaneten Hoth när imperiets styrkor attackerar rebellernas bas där.
Darth Vader är besatt av att komma över Han Solos rymdskepp Årtusendefalken - galaxens snabbaste rymdskepp. Darth Vader vill dessutom använda Han Solo och Leia som lockbete för att komma åt Luke Skywalker. Han Solo och Leia undkomma dock och så småningom tar de sig till planeten Bespin där Han Solos vän Lando Calrissian residerar. Under flykten har Han Solo och Leia blivit förälskade.
Imperiet är dessvärre dem hack i häl och Darth Vader tvingar Lando att förråda Han Solo. På Darth Vaders order blir Han Solo också torterad för att åstadkomma en störning i Kraften som ska locka Luke att bege sig till Bespin för att rädda sin vän. Darth Vaders taktik för att locka dit Luke fungerar. Han Solo blir nedfryst i ett kolblock och förs som "väggprydnad" till Jabba the Hutt (som han hade en gammal skuld till). Precis innan Han Solo blir nedfryst förklarar Leia sin kärlek till honom och Han Solo svarar "jag vet".

### Jedins återkomst
I inledningen av Jedins återkomst befrias Han Solo ur kolblocket, som han blev nedfryst i, av sina vänner, med Luke och Leia i spetsen. Det är Leia (förklädd till en prisjägare) som trycker på knapparna som tinar upp Han Solo och befriar honom från kolblocket. Han Solo frågar omtöcknat vem han pratar med. Leia tar av sig masken och svarar "en som älskar dig". Räddningsaktionen upptäcks dock och de måste fly, något som inte lyckas förrän Leia dödar Jabba the Hutt, som inte vill låta dem gå. 
Han Solo blir efter detta befordrad till general i rebellalliansen. Som sådan leder han attacken mot imperiets sköldgenerator på månen Endor. Så länge generatorn fungerar kan rebellerna inte anfalla den nya dödsstjärnan, som imperiet håller på att bygga. Han Solo och Leia lyckas i sista stund förstöra generatorn så rebellernas anfall kan genomföras (Luke försöker under tiden att omvända sin och Leias far, Darth Vader, till den goda sidan) och tillsammans ser de hur Dödsstjärnan slutligen förgörs. I samma veva får Han Solo veta att Leia inte är kär i Luke, vilket han oroat sig för på grund av deras nära relation, eftersom Luke är hennes bror. Han ser överväldigad ut och de kysser varandra. Luke, som flytt från Dödsstjärnan innan den förstördes, återvänder och Han Solo, Lando (som ledde attacken mot Dödsstjärnan), Luke och Leia firar segern över imperiet tillsammans.

### The Force Awakens
Harrison Ford återgestaltar sin roll som Han Solo i Star Wars: The Force Awakens, en uppföljare som utspelar sig 30 år efter Jedins återkomst.
I filmen har Han Solo återvänt till sitt liv som smugglare. Årtusendefalken är sedan länge stulen. Han Solo och Chewbacca återförenas med Årtusendefalken när de stöter på Finn och Rey som flyr från planeten Jakku med skeppet. Han Solo får reda på att Finn och Rey letar efter Luke Skywalker, och tar dem således till den mäktiga smugglaren och republiksympatisören Maz Kanata, som Han tror kan hjälpa till med uppdraget. Han, Chewbacca, Finn och Rey tvingas fly när Första Orden, en militärdiktatur som försöker störta Nya republiken, dyker upp. Rey lyckas inte fly, utan blir tillfångatagen.
Han, Chewbacca och Finn tar sig sedan till planeten D'Qar, där motståndsrörelsen, ledd av Leia Organa, har sin bas. Det framkommer att Kylo Ren (egentligen Ben Solo), filmens huvudantagonist och en av kommendörerna inom Första Orden, är Han och Leias son, och en f.d. jedi. Motståndsrörelsen börjar planera en attack mot Första Ordens hemplanet, Starkiller Base. Han, Chewie och Finn tar på sig uppgiften att avaktivera planetens försvarssköld inifrån. 
Attacken inleds och Han, Chewie och Finn tar sig in och avaktiverar skölden, och återförenas sedan med Rey, som lyckats fly från cellen där hon satt fängslad. Han Solo stöter plötsligt på Kylo Ren, och försöker övertala sin son att återvända till den ljusa sidan igen. Kylo Ren verkar ångerfull, avlägsnar sin mask och börjar sakta överlämna sin ljussabel till Solo, men kör plötsligt ljussabeln genom Hans bröst medan Rey, Finn, och Chewbacca ser på i skräck. Han Solo stryker sin sons kind innan han faller till sin död in i den mörka gropen nedan.

## Star Wars: Expanded Universe
I de Stjärnornas krig-romaner och serier som skrivits där handlingen utspelar sig efter Jedins återkomst, Star Wars: Expanded Universe, har Han Solo gift sig med Leia och de får tre barn tillsammans. Tvillingarna Jacen och Jaina, samt Anakin Solo. Han Solo och hans familj, inklusive Luke Skywalker, bor på planeten Coruscant.